# Zenon (Santa Lucía)
Zenon es una localidad de Santa Lucía que forma parte del distrito de Soufrière.